# Варданян, Гор Патваканович
Гор Патваканович Варданян (арм. Գոռ Պատվականի Վարդանյան; род. 9 августа 1991, Ереван) — армянский управленец, кандидат технических наук, ректор Национального политехнического университета Армении (2021—н. в.).

## Биография
Родился 9 августа 1991 года в Ереване. В 1998—2003 годах учился в средней школе № 138 имени Вильяма Сарояна, в 2003—2008 годах — в физико-математической специальной школе имени Арташеса Шагиняна при Ереванском государственном университете.
В 2008—2012 годах учился в бакалавриате на факультете компьютерных систем и информатики Государственного инженерного университета Армении (ГИУА, ныне Национальный политехнический университет Армении, НПУА) по специальности «Информатика и вычислительная техника», в 2012—2014 годах — в магистратуре там же, в обоих случаях получил диплом с отличием.
В 2009—2014 годах входил в совета факультета, в 2010—2014 годах — в учёный совет ГИУА, в 2011—2014 годах — в совет управления ГИУА. В 2012—2017 годах являлся председателем студенческого совета ГИУА/НПУА. С 2014 года входит в учёный совет НПУА. В 2015—2019 годах входил в попечительский совет фонда «Национальный центр обеспечения качества профессионального образования».
В 2014—2016 годах учился в магистратуре на факультете управления общественными финансами Академии государственного управления Армении по специальности «Управление».
В 2014—2017 годах учился в аспирантуре Института энергетики и электротехники НПУА, получил квалификацию инженера-исследователя по специальности Ե.14.04 «Энергетические установки на основе возобновляемых и альтернативных источников энергии». В 2017 году защитил диссертацию «Разработка солнечных фотоэлектрических станций со светопроницаемыми френельными стабильными конденсаторами» и получил учёную степень кандидата технических наук.
В 2015—2019 годах являлся заместителем ректора фонда НПУА. В 2016—2017 и 2018—2020 годах являлся научным сотрудником НПУА. С 2018 года является ответственным секретарём приёмной комиссии НПУА. В 2020—2021 годах являлся проректором НПУА — руководителем аппарата и одновременно руководителем приёмного центра НПУА. С 2020 года является ассистентом кафедры электроэнергетики НПУА. С 2021 года — ректор НПУА.
В 2011—2012 годах входил в I созыв молодёжного парламента Национального собрания Армении (НС РА), являлся членом постоянной комиссии по социальным вопросам. В 2012—2017 годах входил во II созыв молодёжного парламента НС РА, являлся членом постоянной комиссии по вопросам сельского хозяйства и охраны природы. В 2017—2018 годах входил в Ереванский городской совет, избравшись по избирательному списку Республиканской партии Армении.
Автор 16 научных работ (11 статей, 4 патентов, 1 методической работы). Состоит в браке.